# 于少卿
于少卿（1898年—1980年），原名于绍庆，字复先，山东潍县人。中国医学家。
1914年入学上海同济大学。1918年，留学德国哥廷根大学，获医学博士学位，在劳斯迈克病理研究所工作。一年后任乌尔村市立医院住院医师，后任利比瑟圣乔治医院外科住院医师。1926年回国，任山东大学医学院外科教授。1927年，任保定河北医学院外科教授兼附属医院院长。1937年，任南京中央军医学校第一分校医科主任，兼任南京陆军医学院院长。1938年任桂林中央军医学校第一分校少将军医监、教务处长。1941年，任民国政府教育部医学教育委员会委员。1943年，组织流动手术队为滇缅公路远征军服务。1945年抗战胜利后，在广州接收广东医院，之后随民国政府迁居台湾。1965年赴美。
妻子：于董令德。
儿子：于载果；女儿：于载英。
孙女：于文婷